# Zieko
Zieko è una frazione della città tedesca di Coswig (Anhalt), nella Sassonia-Anhalt.
Costituì un comune autonomo fino al 1º gennaio 2004.